# Isla de Almourol
Isla de Almourol (en portugués: Ilha de Almourol) es una isla en el río Tajo (Rio Tejo, en portugués), conocida por el castillo de Almourol (castelo de Almourol) en ella situado. Está cerca de Tancos, una freguesia portuguesa entre Vila Nova da Barquinha y Constância. Tiene 310 m de largo y 75 metros de ancho y se asienta en el curso medio del río Tajo, justo debajo de su confluencia con el río Cécere.